# NGC 3458
إن جي سي 3458 التي يرمز لها بالرمز NGC 3458، هي مجرة، في كوكبة الدب الأكبر.

## الاكتشاف
اكتشفت في 8 أبريل 1793، بواسطة ويليام هيرشل.